# Kurt Meier
Kurt Meier, född den 6 april 1962, är en schweizisk bobåkare.
Han tog OS-guld i herrarnas fyrmanna i samband med de olympiska bobtävlingarna 1988 i Lake Placid.
Därefter tog Meier OS-silver i samma gren i samband med de olympiska bobtävlingarna 1994 i Lillehammer.